# Flaíthnia mac Cináeda
Flaíthnia mac Cináeda (mort en 806) est un roi d'Uí Failghe, un peuple Laigin du Comté d'Offaly, en Irlande. Il est le fils de Cináed mac Flainn (mort en 770), un précédent souverain. Il règne de 803 à 806.

## Contexte
Le roi régional de la province de Leinster, Finsnechta Cethardec mac Cellaig (mort en 808) avait entrepris de prendre le contrôle de l'église de Kildare ce qui a mené à un conflit avec les Uí Failghe. En 803 son prédécesseur Óengus mac Mugróin avait été déjà tué par ordre de  Finsnechta et en 806, Flaíthnia est lui aussi assassiné dans sa résidence royale de  Ráith Imgáin (Rathangan), Comté de Kildare. sans doute également à l'instigation de Finsnechta.